# 西陣劇場
西陣劇場（にしじんげきじょう）は、かつて存在した日本の映画館である。1916年（大正5年）11月1日、京都府京都市上京区の今出川千本東入ルに芝居小屋大榮座（だいえいざ、新漢字表記大栄座）として開館、1920年（大正9年）には千本出水に移転した。1923年（大正12年）に改称した。
同館を経営し同館内に本社を置いた映画興行会社京都興行（きょうとこうぎょう）についても、本項で詳述する。

## 沿革
- 1916年11月1日 - 今出川千本東入ルに芝居小屋大榮座として開館[1][7]
- 1920年 - 千本出水に移転[1]
- 1923年 - 西陣劇場と改称[8][9]
- 1937年 - 映画館として営業[1]
- 1941年 - 実演の芝居小屋に戻る[10][11][12]
- 1952年前後 - 映画館に完全に転換する[3][4][5]
- 1962年 - パチンコ店に転換[13]
- 1968年2月 - 閉館[1]

## データ
- 所在地 : 京都府京都市上京区千本通出水下ル一筋目東入ル南側[1]田中町477番地
  - 「出水通土屋町東入ル[3]」「千本新出水通土屋町東入ル[4]」「下立売浄福寺上ル西入ル[6]」とも表記された。現在の「新出水ガレージ」の位置

北緯35度1分14.88秒 東経135度44分39.18秒 / 北緯35.0208000度 東経135.7442167度
- 経営 : 
  1. 川添政次郎 （1916年[7]）
  2. 山本義雄 （1928年以前[14] - 1952年[3]）
  3. 京都興行 （1953年[4][6] - 1968年）
    1. 代表・支配人 山本義雄 （1928年以前[14] - 1953年[4]）
    2. 代表・支配人 山本邦雄 （1954年[5] - 1962年[6]）
- 構造 : 木造二階建[6]
- 観客定員数 : 不明

## 概要
1916年（大正5年）11月1日、京都府京都市上京区の今出川千本東入ルに芝居小屋大榮座として開館した。当初の経営者（座主）は川添政次郎であった。岐阜県恵那郡大井町（現在の同県恵那市大井町）等にも同名の芝居小屋・映画館は存在したが、関係は不明である。のちに日活関西撮影所に入社して、映画監督に転向した池田富保が歌舞伎俳優尾上松三郎であった時代に、同座の座頭だった時期があるという。1920年（大正9年）には、千本出水の平安宮清涼殿跡地付近、新出水通土屋町東入ル田中町に移転している。千本通の今出川・上長者町間を指す、いわゆる「西陣京極」の地域よりも300メートル程度南に位置した。土地の古老の話によれば、池を埋め立てて用地としたという。
『上京 史蹟と文化』（1992年第3号）によれば「昭和十二年西陣劇場と改め」とあるが、1923年（大正12年）3月にはすでに西陣劇場として興行を行っていた記録が残っている。同年3月14日から行われた嵐璃昇、市川若蔵ら一座による『白波五人男』等や、同年5月4日から行われた月村専一郎、明石緑郎らによる『お妻さん』の上演記録である。1927年（昭和2年）12月23日付の『大阪朝日新聞京都版』記事によれば、京都府監督課建築係の劇場・活動写真館（映画館）・寄席の建築の調査を行った結果として、同館が「多少の補修を要するもの」と指摘されている。同館と同レヴェルで要補修を指摘されたのが、京都座（のちの京都ロキシー映画劇場、現在のMOVIX京都）、西陣帝国館（のちの大宮東宝映画劇場）、本町館、堀川中央館（のちの堀川文化劇場）、西陣八千代館、千本座（のちの千本日活館）、福の家（のちの西陣大映）、長久亭（のちの西陣長久座）等であった。1928年（昭和3年）の時点の同館の館主は山本義雄である。
1937年（昭和12年）からは、映画館としての営業を開始している。1940年（昭和15年）の同館の興行は昼夜2回であり、番組は3日に一度は新しい作品に入れ替えたという。入場料は30銭（当時）であった。同年6月までには実演舞台に戻っており、同年6月12日付の『京都日日新聞』には寿々木米若の浪曲を翌13日限り上演する広告が打たれたほか、同月14日からは「西陣唯一の大歌舞伎」と銘打った、二代目市川九女八が特別出演する女芝居の興行が行われ、同年7月にも引き続き同一の出演者の女芝居が行われた記録が残っている。やがて第二次世界大戦が開始され、1942年（昭和17年）2月22日には、松竹国民移動演劇隊の公演が行われた。戦時中は映画館に戻ることなく、『映画年鑑 昭和十七年版』『映画年鑑 昭和十八年版』の映画館リストには掲載されていない。同年後半は改装に入り、翌1943年（昭和18年）1月1日からは、二代目市川九女八らが出演する「大改造披露特別大興行」が行われた。三代目市川段四郎、實川延蔵、市川巌笑らが1か月間、番組を変えて出演し続けた。戦時中は、1944年（昭和19年）3月下旬まで興行を行った記録が残っている。以降は不明である。
戦後は、1946年（昭和21年）8月25日から、三代目市川荒太郎らが「新鋭劇団」として歌舞伎の公演を行ったのが、同日付の『京都新聞』に掲載された広告による、戦後もっとも古い記録である。荒太郎は1947年（昭和22年）12月20日からの同館での公演が最後となり、1948年（昭和23年）4月17日に死去している。1952年（昭和27年）までには、映画館に完全転換した。同年当時の同館は山本義雄の個人経営であり、山本が支配人を兼務した。1953年（昭和28年）には、同館の経営は山本を代表とする京都興行が引き継ぎ、山本が支配人を継続した。翌年には同社の代表および同館の支配人が山本邦雄と交代し、閉館まではこの体制が続いた。京都興行株式会社は、京都土地興業とは異なる会社であり、当時、山本邦雄を代表とし、資本金は200万円（当時）、下立売浄福寺上ル西入ル、つまり同館に本社を置き、同館のほか、京都市内に北野東映、大宮東宝映画劇場の3館を経営していた。
時事映画通信社の歴年資料によれば、当時の「映画館名簿」である『映画便覧 1962』に掲載されたのを最後に、『映画便覧 1963』以降には掲載されていない。同社の『映画年鑑 1963』によれば、1962年（昭和37年）、同館は映画館等としての営業を終了し、パチンコ店に業態を転換したと記されている。『上京 史蹟と文化』（1992年第3号）によれば1968年（昭和43年）2月、閉館した。跡地は更地にされて、現在は駐車場「新出水ガレージ」である。京都興行が経営した北野東映は1970年（昭和45年）5月、大宮東宝映画劇場は1965年（昭和40年）8月にそれぞれ閉館している。

## 京都興行
京都興行株式会社（きょうとこうぎょう）は、日本の映画会社（興行）である。昭和初年に西陣劇場の館主となった山本義雄が創業した。当初は山本の個人事業として始められ、1954年（昭和29年）6月に株式会社化、山本は会長に退き、山本邦雄が代表取締役社長に就任した。かつて経営した映画館は2013年（平成25年）現在ではすべて閉館しており、現在の活動は不明である。

### 企業データ
- 所在地 : 京都府京都市上京区下立売浄福寺上ル西入ル[21]
  - 「新出水通千本東入ル田中町[24]」「中立売土屋町[25]」とも表記された。現在の「新出水ガレージ」の位置

北緯35度1分14.88秒 東経135度44分39.18秒 / 北緯35.0208000度 東経135.7442167度
- 代表 : 山本邦雄（代表取締役社長）[25][26]
- 役員 : 取締役会長・山本義雄[24]、取締役社長・山本邦雄、専務取締役・山本龍夫（1959年就任[26]）、取締役・山本千代子[25]、監査役・山本つる[25]
  - おもな劇場支配人 : 山本義雄、山本邦雄、山本龍夫、港昭典、田中照雄、三好基仲
- 事業内容 : 映画館の経営[21][25]
- 資本金 : 200万円（1954年[25]・1962年[21]）
- 設立 : 1954年6月[21][25]

### 事業場
かつて同社が経営した芝居小屋・映画館等の事業場の一覧である。
- 西陣劇場[21][26]（かつての大榮座、新出水通土屋町東入ル、1928年以前 - 1968年） - 現在跡地に新出水ガレージ
- 北野東映[21][26]（かつての北野東宝、千本通中立売下ル、1953年 - 1970年） - 現在跡地に西陣ロイヤルハイツ
- 東洋映画劇場[26]（かつての京極座、のちの東映直営館西陣東映劇場、土屋町通中立売上ル、1950年以前 - 1960年） - 現在跡地に京都上京料理飲食店組合ビル等の店舗
- 大宮劇場[3]（かつての久榮座、北区旧大宮通北大路下ル西側、1953年 - 1976年） - 現在跡地に大宮劇場駐車場
- 大宮東宝映画劇場[21][26]（かつての西陣帝國館、大宮通芦山寺上ル西角、1949年 - 1965年） - 現在跡地にファミリーマート＋薬ヒグチ西陣北店